# Woestijnheidelibel
De Woestijnheidelibel (Sympetrum sinaiticum) is een echte libel (Anisoptera) uit de familie van de korenbouten (Libellulidae).
De wetenschappelijke naam Sympetrum sinaiticum werd in 1977 gepubliceerd door Henri Dumont.